# La Conversation sacrée (Bellini)
La Conversation Sacrée (ou Nunc Dimittis) est une peinture à l'huile de l'artiste italien Giovanni Bellini. Datant des années 1505-1510, elle mesure 62 × 83 cm et est conservée au Musée Thyssen-Bornemisza de Madrid. Elle fait partie du genre des Conversations sacrées, et montre Anne et Syméon avec la Vierge et l'Enfant.